# Robert Olkiewicz
Robert Olkiewicz (ur. 1962) – polski fizyk, specjalizujący się w metodach matematycznych fizyki, podstawach matematycznych modeli statystycznych oraz układach kwantowych otwartych; nauczyciel akademicki, od 2022 roku rektor Uniwersytetu Wrocławskiego.

## Życiorys
Urodził się w 1962 roku. Po pomyślnie zdanym egzaminie maturalnym w 1982 roku, podjął studia fizyczne na Uniwersytecie Wrocławskim, które ukończył z wyróżnieniem magisterium w 1987 roku. Następnie kontynuował studia doktoranckie z matematyki w Instytucie Matematycznym Polskiej Akademii Nauk w Warszawie. Stopień naukowy doktora nauk matematycznych w zakresie matematyki o specjalności zastosowanie matematyki otrzymał w 1992 roku na podstawie pracy pt. Matematyczne konstrukcje związane z fazą Berriego, której promotorem był prof. Arkadiusz Jadczyk. Po doktoracie podjął pracę na macierzystej uczelni w Instytucie Fizyki Teoretycznej w charakterze adiunkta. W 2000 roku Rada Wydziału Fizyki i Astronomii UWr nadała mu stopień naukowy doktora habilitowanego nauk fizycznych w zakresie fizyki o specjalności fizyka matematyczna na podstawie rozprawy nt. Klasyczne i kwantowe półgrupy dynamiczne w opisie ewolucji układów fizycznych. Niedługo potem w 2004 roku otrzymał stanowisko profesora nadzwyczajnego. W 2004 roku prezydent Polski Aleksander Kwaśniewski nadał mu tytuł profesora nauk fizycznych.
Poza działalnością naukowo-dydaktyczną na swojej macierzystej uczelni pełnił szereg istotnych funkcji organizacyjnych. W latach 2001–2005 kierował Zakładem Metod Matematycznych w Instytucie Fizyki Teoretycznej UWr, w kadencji 2005–2008 był dyrektorem tego instytutu, a od 2008 do 2012 roku dziekanem Wydziału Fizyki i Astronomii UWr. Był kierownikiem i głównym wykonawcą kilku grantów Komitetu Badań Naukowych, organizatorem dwóch Szkół Zimowych Fizyki Teoretycznej, 21. Sympozjum Maksa Borna, a w 2011 roku przewodniczącym komitetu organizacyjnego „Asia – Europe Physics Summit”. W 2012 roku został wybrany na prorektora Uniwersytetu Wrocławskiego ds. ogólnych. 6 czerwca 2022 roku został wybrany na rektora Uniwersytetu Wrocławskiego. W wyborach w 2024 roku został wybrany rektorem UWr na kolejną kadencję.
Jest współpracownikiem Opus Dei. Interesuje się filozofią nauki. Jest żonaty, ma troje dzieci: córkę i dwóch synów.

## Dorobek naukowy
W swojej pracy naukowej zajmuje się stosowaniem metod matematycznych w fizyce, podstawami matematycznych modeli statystycznych i nieodwracalną dynamiką układów kwantowych. Współpracuje z Uniwersytetem w Bielefeld oraz Imperial College w Londynie. Jest autorem ponad 60 prac naukowych, w tym 50 prac opublikowanych w recenzowanych czasopismach naukowych o zasięgu międzynarodowym. Do najważniejszych z nich należą:
- Dynamics of dissipation, Berlin 2002.
- Quantum dynamics and information, Singapore 2011.